# Estación de Pénjamo
Pénjamo fue una estación de trenes que se encuentra en Pénjamo, Guanajuato. La estación actualmente se encuentra abandona.

## Historia
La estación se edificó sobre la antigua línea de Irapuato á Guadalajara. Fue construida por el antiguo Ferrocarril Central Mexicano por medio de la concesión número 17 del 8 de septiembre de 1880. La empresa organizada para explotar el ferrocarril quedó a cargo de la Compañía Limitada del Ferrocarril Central Mexicano.
En 2021, la antigua estructura de la estación se incendio.